# Geoff Rodkey

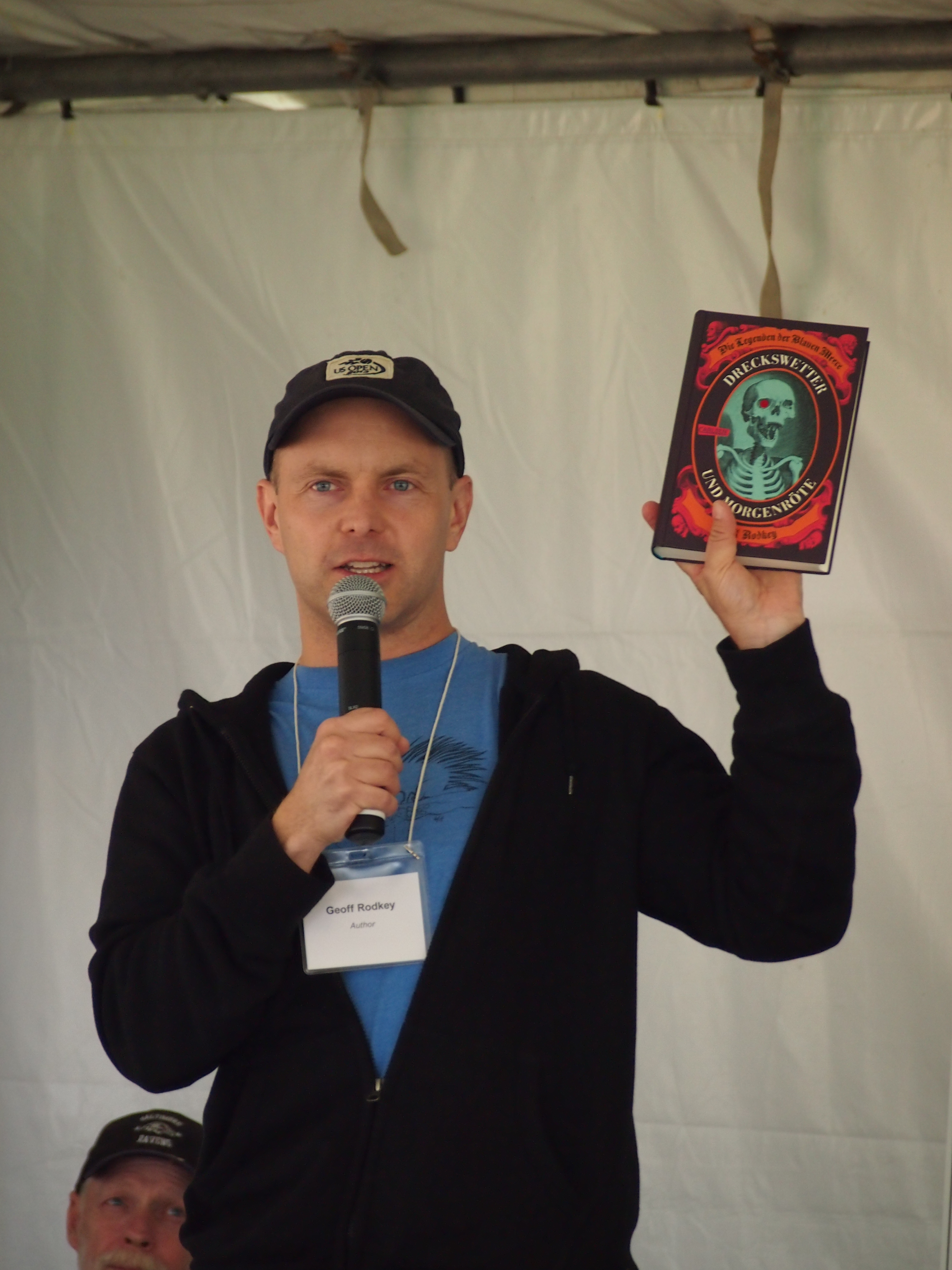
Geoff Rodkey

Geoff Rodkey (* 9. September 1970 in Freeport, Illinois) ist ein US-amerikanischer Drehbuchschreiber und Autor.

## Leben
Rodkey wurde seit der Mitte der 1990er Jahre durch seine Drehbücher für verschiedene Fernsehserien und sein erstes Buch bekannt. In späteren Jahren folgten Drehbücher für verschiedene Spielfilme und 2012 sein erster Band für eine geplante Trilogie Chronicles of Egg, Deadweather and Sunrise.
Rodkey lebt mit seiner Frau und seinen drei Söhnen in New York City.

## Auszeichnungen
- 2008: Nominierung für den Emmy Award für seine Beiträge zu der sechsteiligen Fernsehsendungen Politically Incorrect von den Parteitagen der Demokratischen Partei und der Republikaner.
- 2008: Nominierung für die Goldene Himbeere in der Kategorie Schlechtestes Drehbuch für Der Kindergarten Daddy 2: Das Feriencamp.

## Filmografie (Auswahl)
- 1998: Late Line, Fernsehserie.
- 2003: Der Kindergarten-Daddy (Daddy Day Care)
- 2006: Shaggy Dog – Hör mal, wer da bellt (The Shaggy Dog)
- 2006: Die Chaoscamper (RV/Runaway Vacation)
- 2007: Der Kindergarten Daddy 2: Das Feriencamp (Daddy Day Camp)
- 2011: Meine Schwester Charlie UNTERWEGS – Der Film (Good Luck Charlie. It’s Christmas!)

## Bücher

### Übersicht
| Original | Original                                          | Deutsche Übersetzung | Deutsche Übersetzung                                              |
| Jahr     | Titel (englisch)                                  | Jahr                 | Titel (deutsch)                                                   |
| 1995     | NEWTisms: The Wit and Wisdom of Newt Gingrich     | -                    | -                                                                 |
| 2012     | The chronicles of egg #1: Deadweather and Sunrise | 2013                 | Die Legende der blauen Meere, Band 1: Dreckswetter und Morgenröte |
| 2013     | The chronicles of egg #2: New Lands               | 2013                 | Die Legende der blauen Meere, Band 2: Die Faust des Ka            |
| 2014     | The chronicles of egg #3: Blue Sea Burning        | 2015                 | Die Legende der blauen Meere, Band 3: Der Teufelspickel           |
| 2015     | The Tapper Twins Go To War                        | 2016                 | Tapper Twins: Ziemlich beste Feinde                               |
| 2015     | The Tapper Twins Tear Up New York                 | 2016                 | Tapper Twins: Gemeinsam sind wir unerträglich                     |
| 2016     | The Tapper Twins Run For President                | 2017                 | Tapper Twins: Regieren die Welt                                   |
| 2017     | The Tapper Twins Go Viral                         | 2017                 | Tapper Twins: Löschen das Internet                                |
| 2018     | The Story Pirates Present: Stuck in the Stone Age | -                    | -                                                                 |

### Einzelne Bücher
- 2012: Deadweather and Sunrise.
  - 2013: Dreckswetter und Morgenröte. Die Legenden der Blauen Meere. Carlsen, Hamburg 2013, ISBN 978-3-551-55641-7.
  - 2013: als Hörbuch, gekürzte Fassung gesprochen von Stefan Kaminski: Hörbuch Hamburg, Hamburg, ISBN 978-3-86742-155-3, 5 CD.
- 2012: Chronicles of Egg.
  - 2013: # 2: New Lands.
  - 2015: deutsch: Die Legenden der Blauen Meere – Die Faust des Ka. Carlsen, Hamburg 2015, ISBN 978-3-551-55642-4.
  - 2014: # 3: Blue Sea Burning. G. P. Putnam’s Sons, New York City, USA, ISBN 978-0-399-25787-2.